# 利奈
利奈（法語：Linay，法語發音：[linɛ]）是法国大東部大區阿登省的一个市镇，属于色当区。

## 地理
利奈（49°36'55"N, 5°13'26"E）面积7.28 平方千米，位于法国大東部大區阿登省，该省份为法国北部内陆省份，西接埃纳省，南至马恩省，东临默兹省，北与比利时接壤。
与利奈接壤的市镇（或旧市镇、城区）包括：布拉尼、弗罗米、皮伊和沙尔博、萨伊。

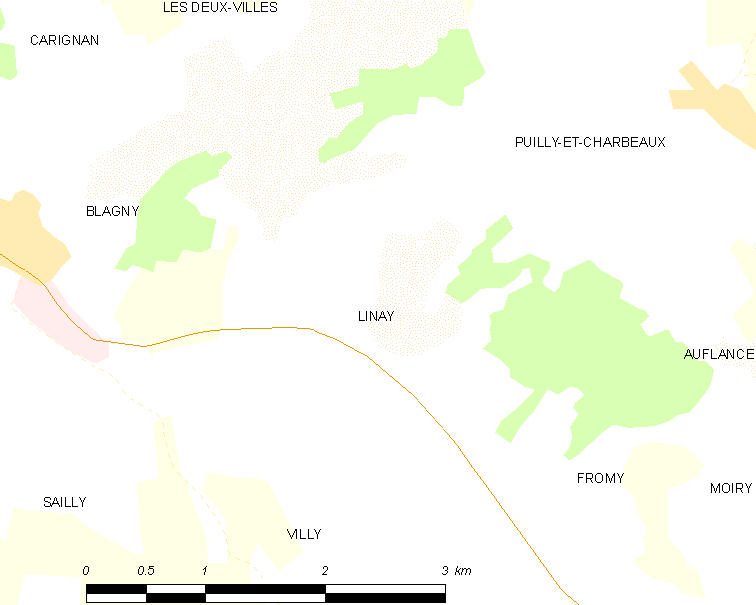
利奈的OSM定位图

利奈的时区为UTC+01:00、UTC+02:00（夏令时）。

## 行政
利奈的邮政编码为08110，INSEE市镇编码为08255。

## 政治
利奈所属的省级选区为卡里尼昂县。

## 人口

1962-2008年间利奈人口变化图示

利奈于2022年1月1日时的人口数量为219人。